# Violet Richardson Ward
Violet Richardson Ward (Summit, 27 agosto 1888 – Danville, 1979) è stata una docente di educazione fisica statunitense, fondatrice del Soroptimist International.

## Biografia
Nata nel New Jersey da genitori inglesi emigrati negli Stati Uniti alla fine dell'Ottocento, è educata in casa nei primi anni ed in seguito in diverse scuole fino ad ottenere, volendo diventare un'artista, una borsa di studio presso la School of Art dei Pratt and Carnegie Institutes.
Per esigenze di lavoro del padre, nel 1907 la famiglia si trasferisce a San Francisco dove lei frequenta il liceo e in seguito l'Università di Berkeley studiando arte. Ma presto capisce che il suo vero interesse è l'educazione fisica e il sostegno alle donne per valorizzarne le potenzialità. Ancora studentessa, crea una palestra femminile (Berkeley Women's Gymnasium) e dà vita ad un gruppo femminile di escursionismo in cui molte donne sotto la sua guida iniziano a fare lunghe passeggiate sulle colline di Berkeley, alcune portando un fucile da caccia per la presenza di serpenti. Pochi anni dopo consegue il diploma in Physical Culture, poi denominato Health and Physical Education. Dedica la sua vita all’insegnamento dell’attività fisica per la salute del corpo e della mente rivolto ai giovani e in particolare alle donne. Si adopera in molte associazioni professionali per rappresentare l’identità femminile e sviluppare il potenziale delle donne. Muore a Danville nel 1979.

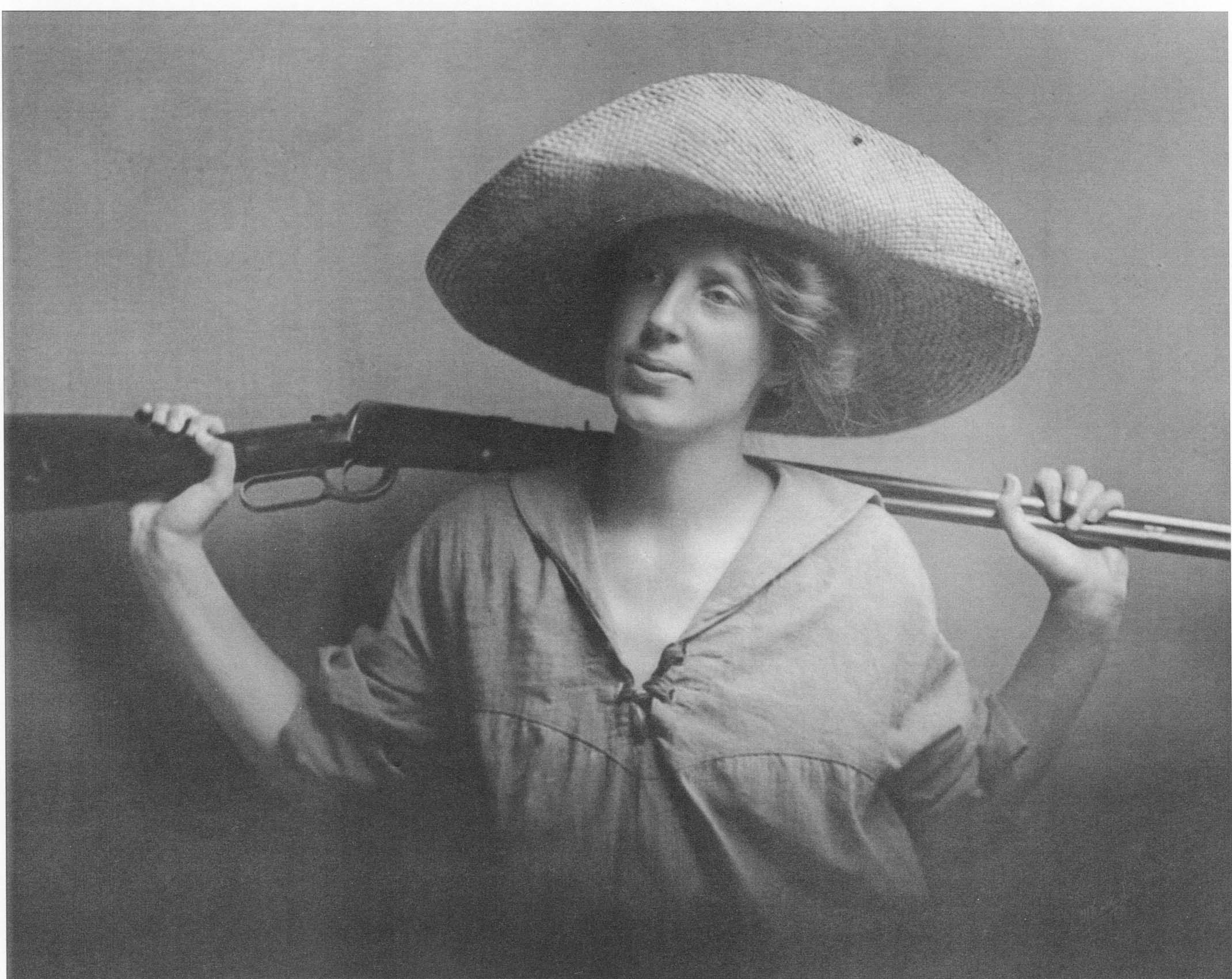
Violet giovane

## Gli studi e la professione
Già al suo secondo anno di studi universitari inizia a insegnare educazione fisica agli studenti più giovani, adoperandosi per la creazione di dipartimenti di educazione fisica a Oakland. Combatte con decisione e con un certo successo contro la disparità di salario delle insegnanti di educazione fisica rispetto a quello percepito dagli uomini. Nel 1916 ottiene il diploma di laurea presso l'Università della California ed è subito assunta nel distretto scolastico di Berkeley ove rimane fino al 1954. Una serie di tappe segnano i suoi successi per la diffusione dell'educazione fisica: la creazione di corsi obbligatori per bambini e giovani, maschi e femmine, la direzione del Dipartimento di educazione fisica dell'intero Distretto scolastico di Berkeley, l'insegnamento in corsi di sicurezza in acqua presso la Croce Rossa Americana.

## Vita associativa

### Soroptimist
Per la sua attività dedicata al benessere fisico e mentale delle donne e allo sviluppo del loro potenziale, nel 1921 le viene chiesto di entrare in una organizzazione di donne professioniste dedicate ad attività di servizio. Vi aderisce solo con l'assicurazione che tale organismo avrebbe operato in ambito internazionale, in uno spirito di comunità allargata al mondo intero.
Questa organizzazione è il nucleo da cui dà vita il 3 ottobre 1921, a Oakland, con altre 80 donne professioniste, al primo club Soroptimist International, di cui è nominata presidente, divenendo così la fondatrice dell'Associazione Soroptimist International. Il Club è denominato Soroptimist Association of Alameda County. La creazione di un club riservato esclusivamente a donne rappresenta un evento unico anche se nell'America del Nord agli inizi del 1920 le donne avevano ottenuto il diritto di voto ed erano entrate nel mondo del lavoro come professioniste all'indomani della prima guerra mondiale. Da quel momento si adopera alla creazione di altri club Soroptimist in California, in altre parti degli Stati Uniti e in Canada. Seguono ben presto i club della Regno Unito, Francia, Italia (nel 1949) e di numerosissimi altri paesi.
Fra i primi progetti intrapresi dal Club figura la salvaguardia delle sequoie nei boschi della California: il Club opera presso le autorità pubbliche per evitare l'abbattimento, confrontandosi con le imprese incaricate del disboscamento e ottenendo il consenso dell'opinione pubblica per la conservazione di questi preziosi alberi, tuttora viventi.
Per onorarla, la regione fondatrice del Soroptimist International consegna il Violet Richardson Award a giovani donne di età compresa tra i 14 e 18 anni per azioni di volontariato come la lotta alla droga, la criminalità e la violenza, la pulizia dell'ambiente e il lavoro per porre fine alla discriminazione e alla povertà.

### Altre associazioni
È stata componente dell'American Association of University Women, della Young Women Christian Association (YWCA) e di molte altre associazioni di insegnanti accademici, adoperandosi per l’avanzamento della professionalità delle donne e per lo sviluppo di metodi e di attività di collaborazione e solidarietà umana.